# Hypochrysops anacletus
Hypochrysops anacletus är en fjärilsart som beskrevs av Felder 1860. Hypochrysops anacletus ingår i släktet Hypochrysops och familjen juvelvingar. Inga underarter finns listade i Catalogue of Life.